# Старый союз
Старый союз (Auld Alliance) — военно-политический, а также культурный альянс средневековых Франции и Шотландии, направленный, в первую очередь, на сдерживание внешнеполитических амбиций Англии. Союз был оформлен в 1295 году королями Филиппом Красивым и Иоанном Баллиолем и просуществовал 265 лет.  Шотландская стража охраняла покои французского короля со Средних веков и до отречения последнего из Бурбонов в 1830 году.
Первоначально союз был направлен на обуздание завоевательных устремлений Эдуарда I. На протяжении Столетней войны Англия представляла равную опасность для Франции и Шотландии, поэтому союзные отношения по традиции обновлялись при смене монархов в обеих странах. Правительства Франции, Шотландии и Норвегии координировали свои действия против Англии и до официального оформления союзных отношений. Когда в 1173 году против английского короля Генриха Плантагенета с оружием в руках выступили его супруга и трое сыновей, Франция и Шотландия обменялись посольствами, выражавшими поддержку восставшим.

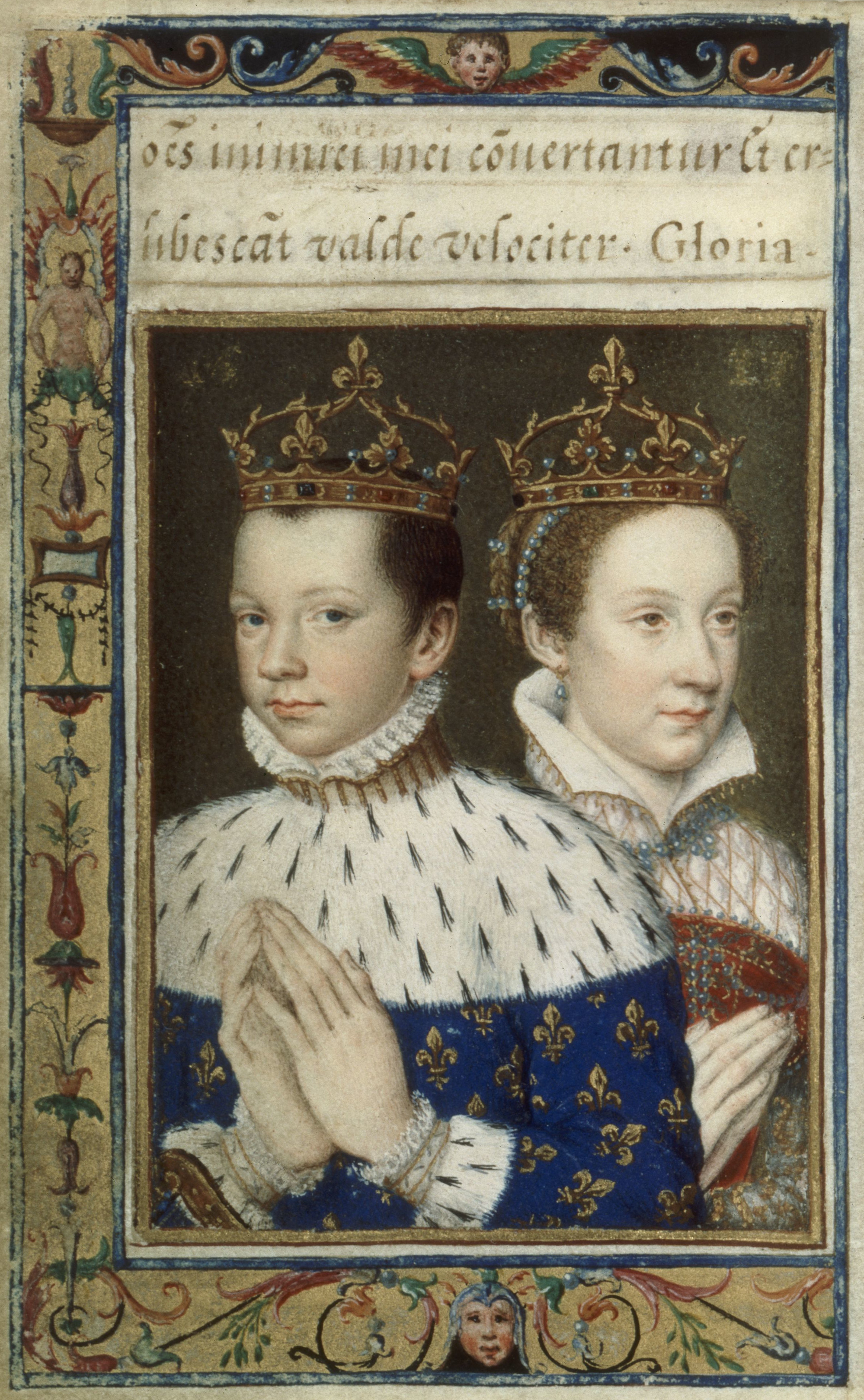
Венценосные супруги — Франциск Французский и Мария Шотландская

После разгрома французов в битве при Креси (1346 год) по их просьбе шотландский король Давид II спешно вторгся в пределы Англии, чтобы оттянуть силы англичан с континента. Однако при Невиллс-Кроссе он потерпел поражение и попал в плен к англичанам.
В 1421 году совместные франко-шотландские силы одержали победу над англичанами в битве при Боже. Во время знаменитой осады Орлеана на стороне французов также сражались шотландцы. Битва при Флоддене была приурочена к очередному обострению англо-французских отношений.
Несмотря на брак французского короля Франциска II и шотландской королевы Марии Стюарт, интересы Франции и Шотландии к середине XVI века стали объективно расходиться. Шотландская Реформация оказалась куда более успешной, чем французская. Во Франции разгорались войны католического правительства с протестантским меньшинством, в то время как большинство населения Шотландии, наоборот, составляли протестанты.
В 1560 году Англия и Шотландия заключили Эдинбургский договор, по которому на смену профранцузской ориентации шотландского правительства приходила проанглийская. После восшествия на английский престол в 1603 году династии Стюартов оба государства соединились в личной унии. Ранее этой даты шотландская корона несколько раз направляла небольшие отряды на помощь французским гугенотам.

## Попытки возобновления
В XVIII веке в связи с якобитскими восстаниями Франция неофициально возобновила отношения с сепаратистски настроенной частью шотландского дворянства. Французская корона оказывала поддержку попыткам Стюартов высадиться в Шотландии и дала приют якобитам, принуждённым оставить родные края (включая семейство маршала Макдональда). 
В разгар Второй мировой войны, в 1942 году, Шарль де Голль, выступая в Эдинбурге, назвал союз Франции и Шотландии старейшим в мире, а в 1995 году в обеих странах отмечалось 700-летие союзных отношений.